# Przewodniczący Prezydium Bośni i Hercegowiny

## Republika Bośni i Hercegowiny (1992–1996)

### Prezydent Republiki Bośni i Hercegowiny
| # | Imię i Nazwisko               | Portret | Kadencja        | Kadencja            | Partia polityczna | Partia polityczna |
| # | Imię i Nazwisko               | Portret | Od              | Do                  | Partia polityczna | Partia polityczna |
| - | ----------------------------- | ------- | --------------- | ------------------- | ----------------- | ----------------- |
| 1 | Alija Izetbegović (1925–2003) |         | 20 grudnia 1990 | 5 października 1996 |                   | SDA               |

## Bośnia i Hercegowina (1996–)

### Przewodniczący Prezydium Bośni i Hercegowiny
Od 1996 roku organem będącym głowa państwa w Bośni i Hercegowinie jest Prezydium Bośni i Hercegowiny. Jej przewodniczący pełni funkcje reprezentacyjne i protokolarne. Nazywany jest niepoprawnie prezydentem
Linia przerywana oddziela poszczególne kadencje Prezydium
| #    | Imię i Nazwisko               | Portret | Kadencja             | Kadencja             | Partia polityczna | Partia polityczna   |
| #    | Imię i Nazwisko               | Portret | Od                   | Do                   | Partia polityczna | Partia polityczna   |
| ---- | ----------------------------- | ------- | -------------------- | -------------------- | ----------------- | ------------------- |
| (1)  | Alija Izetbegović (1925–2003) |         | 5 października 1996  | 13 października 1998 |                   | SDA                 |
| 2    | Živko Radišić (1937–2021)     |         | 13 października 1998 | 15 czerwca 1999      |                   | SP                  |
| 3    | Ante Jelavić (ur. 1963)       |         | 15 czerwca 1999      | 14 lutego 2000       |                   | HDZ BiH             |
| (1)  | Alija Izetbegović (1925–2003) |         | 14 lutego 2000       | 14 października 2000 |                   | SDA                 |
| (2)  | Živko Radišić (1937–2021)     |         | 14 października 2000 | 14 czerwca 2001      |                   | SP                  |
| 4    | Jozo Križanović (1944–2009)   |         | 14 czerwca 2001      | 14 lutego 2002       |                   | SDP BiH             |
| 5    | Beriz Belkić (1946-2023)      |         | 14 lutego 2002       | 5 października 2002  |                   | SBiH                |
| 6    | Mirko Šarović (ur. 1956)      |         | 5 października 2002  | 2 kwietnia 2003      |                   | SDS                 |
| 7    | Dragan Čović (ur. 1956)       |         | 2 kwietnia 2003      | 11 kwietnia 2003     |                   | HDZ BiH             |
| 8    | Borislav Paravac (ur. 1943)   |         | 11 kwietnia 2003     | 27 czerwca 2003      |                   | SDS                 |
| (7)  | Dragan Čović (ur. 1956)       |         | 27 czerwca 2003      | 28 lutego 2004       |                   | HDZ BiH             |
| 9    | Sulejman Tihić (ur. 1951)     |         | 28 lutego 2004       | 28 października 2004 |                   | SDA                 |
| 10   | Borislav Paravac (ur. 1943)   |         | 28 października 2004 | 28 czerwca 2005      |                   | SDS                 |
| 11   | Ivo Miro Jović (ur. 1950)     |         | 28 czerwca 2005      | 28 lutego 2006       |                   | HDZ BiH             |
| (9)  | Sulejman Tihić (ur. 1951)     |         | 28 lutego 2006       | 6 listopada 2006     |                   | SDA                 |
| 12   | Nebojša Radmanović (ur. 1949) |         | 6 listopada 2006     | 6 lipca 2007         |                   | SNSD                |
| 13   | Željko Komšić (ur. 1964)      |         | 6 lipca 2007         | 6 marca 2008         |                   | SDP BiH             |
| 14   | Haris Silajdžić (ur. 1945)    |         | 6 marca 2008         | 6 listopada 2008     |                   | SBiH                |
| (12) | Nebojša Radmanović (ur. 1949) |         | 6 listopada 2008     | 6 lipca 2009         |                   | SNSD                |
| (13) | Željko Komšić (ur. 1964)      |         | 6 lipca 2009         | 6 marca 2010         |                   | SDP BiH             |
| (14) | Haris Silajdžić (ur. 1945)    |         | 6 marca 2010         | 10 listopada 2010    |                   | SBiH                |
| (12) | Nebojša Radmanović (ur. 1949) |         | 10 listopada 2010    | 10 lipca 2011        |                   | SNSD                |
| (13) | Željko Komšić (ur. 1964)      |         | 10 lipca 2011        | 10 marca 2012        |                   | SDP BiH             |
| 15   | Bakir Izetbegović (ur. 1956)  |         | 10 marca 2012        | 10 listopada 2012    |                   | SDA                 |
| (12) | Nebojša Radmanović (ur. 1949) |         | 10 listopada 2012    | 10 lipca 2013        |                   | SNSD                |
| (13) | Željko Komšić (ur. 1964)      |         | 10 lipca 2013        | 10 marca 2014        |                   | Front Demokratyczny |
| (15) | Bakir Izetbegović (ur. 1956)  |         | 10 marca 2014        | 17 listopada 2014    |                   | SDA                 |
| 16   | Mladen Ivanić (ur. 1958)      |         | 17 listopada 2014    | 17 lipca 2015        |                   | PDP                 |
| (7)  | Dragan Čović (ur. 1956)       |         | 17 lipca 2015        | 17 marca 2016        |                   | HDZ BiH             |
| (15) | Bakir Izetbegović (ur. 1956)  |         | 17 marca 2016        | 17 listopada 2016    |                   | SDA                 |
| (16) | Mladen Ivanić (ur. 1958)      |         | 17 listopada 2016    | 17 lipca 2017        |                   | PDP                 |
| (7)  | Dragan Čović (ur. 1958)       |         | 17 lipca 2017        | 17 marca 2018        |                   | HDZ BiH             |
| (15) | Bakir Izetbegović (ur. 1956)  |         | 17 marca 2018        | 17 listopada 2018    |                   | SDA                 |
| 17   | Milorad Dodik (ur. 1959)      |         | 17 listopada 2018    | 20 lipca 2019        |                   | SNSD                |
| (13) | Željko Komšić (ur. 1964)      |         | 20 lipca 2019        | 20 marca 2020        |                   | Front Demokratyczny |
| 18   | Šefik Džaferović (ur. 1957)   |         | 20 marca 2020        | 20 listopada 2020    |                   | SDA                 |
| (17) | Milorad Dodik (ur. 1959)      |         | 20 listopada 2020    | 20 lipca 2021        |                   | SNSD                |
| (13) | Željko Komšić (ur. 1964)      |         | 20 lipca 2021        | 20 marca 2022        |                   | DF                  |
| (18) | Šefik Džaferović (ur. 1957)   |         | 20 marca 2022        | 16 listopada 2022    |                   | SDA                 |
| 19   | Željka Cvijanović (ur. 1967)  |         | 16 listopada 2022    | 16 lipca 2023        |                   | SNSD                |
| (13) | Željko Komšić (ur. 1964)      |         | 16 lipca 2023        | 16 marca 2024        |                   | DF                  |
| 20   | Denis Bećirović (ur. 1975)    |         | 16 marca 2024        | 16 listopada 2024    |                   | SDP BiH             |
| (19) | Željka Cvijanović (ur. 1967)  |         | 16 listopada 2024    | 16 lipca 2025        |                   | SNSD                |
| (13) | Željko Komšić (ur. 1964)      |         | 16 lipca 2025        |                      |                   | DF                  |